# Vilson Souza
Vilson Luiz de Souza (Luiz Alves, 29 de abril de 1951) é um político, advogado, empresário e professor brasileiro. Foi eleito como deputado federal constituinte pelo estado de Santa Catarina em 1986 pelo Partido do Movimento Democrático Brasileiro (PMDB), cargo que exerceu até 1991, e vice-prefeito da cidade de Blumenau entre 1992 e 1996. 

## Vida Política
Nas principais votações promovidas pela Constituinte de 1987, colocou-se a favor de pautas que encaixam-se em uma visão mais progressista do Estado. Entre elas, destacam-se o rompimento diplomático com países com políticas de discriminação racial, o voto favorável ao aborto e o voto negativo à aprovação da pena de morte. Ainda nas negativas, votou contra o presidencialismo, ao mandato de cinco anos para o presidente José Sarney e à legalização do jogo do bicho..
Além dos trabalhos envolvendo a elaboração da Constituição Cidadã, também participou da fundação do PMDB em Santa Catarina e foi membro do Diretório Municipal do partido. Foi membro do Conselho Curador da Fundação Pedroso Horta - atual Fundação Ulysses Guimarães -, órgão de formulação política e estudos teóricos do partido que concentrava, principalmente, documentos de viés administrativo da gestão. 
Em 1992, foi eleito vice-prefeito da cidade de Blumenau na chapa composta pelo prefeito Renato Viana, também do PMDB. 
Atuando pela Organização dos Advogados do Brasil (OAB) de Santa Catarina, foi membro da Comissão de Direitos Humanos e da Comissão de Estudos Constitucionais pelo órgão. 

## Vida Acadêmica
Fez o curso de direito na Fundação Universidade Regional de Blumenau (FURB) entre 1975 e 1978, instituição na qual voltou para dar aulas de direito e direito comercial e para cursar pós-graduação também em direito entre 1983-1984. É pós-graduado e Mestre pela Universidade Federal de Santa Catarina (UFSC), além de fazer parte do colegiado da turma de pós-graduação em direito da mesma instituição em 1985.
Publicou o livro "Tensão Constituinte" pela editora Caxias em 1986. 